# Florian Wanner
Florian Wanner (* 2. Februar 1978 in Wolfratshausen) ist ein ehemaliger deutscher Judoka. Er trägt den 5. Dan.

## Biografie
Florian Wanners Heimatverein war der TSV München Großhadern. Gleichzeitig stand er auch in der Bundesliga für seinen Verein auf der Matte. Wanner kämpfte für Deutschland in der Nationalmannschaft in der 81 kg-Klasse. Florian Wanner hatte seinen größten internationalen Erfolg mit dem WM-Titel 2003 in Osaka bis 81 kg.
Wanner konnte sich in seiner Judolaufbahn zwei Mal für Olympische Spiele qualifizieren. Die erste Olympiateilnahme im Jahre 2000 in Sydney endete mit einem 9. Platz. Nachdem Florian Wanner sich mit WM-Gold 2003 für die olympischen Judowettbewerbe 2004 in Athen qualifizierte, konnte er sich mit drei Siegen und zwei Niederlagen Platz 7 erkämpfen.
Schon bei den Junioren wurde Wanner Junioren-Europameister im Jahre 1997. Im Laufe seiner Zeit in der deutschen Nationalmannschaft konnte er Medaillen bei deutschen und internationalen Meisterschaften erkämpfen. 2003 in Düsseldorf wurde Florian Wanner EM-Dritter bis 81 kg.
Nach den Olympischen Spielen 2004 in Athen beendete er seine Judolaufbahn mit dem 3. Dan und wurde mit Raffaella Imbriani (WM-Dritte 2003; WM-Zweite 2001) und Julia Matijass (Olympiadritte 2004) aus der deutschen Nationalmannschaft verabschiedet. Seine Entscheidung begründete er durch sein Weiterkommen in seinem VWL-Studium. 2015 wurde ihm der 5. Dan für seine außerordentlichen Verdienste um den Judosport wie beispielsweise sein soziales Engagement für verunfallte oder erkrankte Judoka verliehen.

## Erfolge als aktiver Judoka
Im Folgenden finden sich chronologisch die größten nationalen und internationalen Erfolge von Florian Wanner:
- 16. März 1997: Dritter bei den Deutschen Meisterschaften in Herne bis 78 kg
- 16. November 1997: Junioren-Europameister in Ljubljana bis 78 kg
- 24. Oktober 1999: Deutscher Meister in Annaberg-Buchholz bis 81 kg
- 19. September 2000: Neunter bei den Olympischen Spielen in Sydney bis 81 kg
- 25. November 2001: Dritter bei den Deutschen Meisterschaften in Hamm bis 81 kg
- 3. November 2002: Zweiter bei den Deutschen Meisterschaften in Ettlingen bis 81 kg
- 17. Mai 2003: Dritter bei den Europameisterschaften in Düsseldorf bis 81 kg
- 12. September 2003: Weltmeister in Osaka bis 81 kg gegen Sergei Aschwanden aus der Schweiz nach 73 Sekunden durch einen Ippon mit Kosoto-Gari[5]
- 26. Oktober 2003: Deutscher Meister in Leipzig bis 81 kg
- 17. August 2004: Siebter bei den Olympischen Spielen in Athen bis 81 kg